# Kałybauka (przystanek kolejowy)
Kałybauka (biał. Калыбаўка; ros. Калыбовка, ros. nazwa normatywna Колыбовка) – przystanek kolejowy w miejscowości Kałybauka, w rejonie żłobińskim, w obwodzie homelskim, na Białorusi. Położony jest na linii Homel - Żłobin - Mińsk.